# Maison et Travaux
 (juillet 2012).
Maison et Travaux (graphié Maison & Travaux) est un magazine de décoration bimestriel français créé en 1981. Il est édité à 8 numéros par an et chaque numéro contient en moyenne 208 pages. Il est édité par la société RMP.
En octobre 2013, Denis Olivennes, PDG de Lagardère Active alors propriétaire du titre, annonce que le groupe cherche à se séparer de certains de ses magazines afin de se concentrer sur les marques les plus rentables (Elle, Paris Match, Télé 7 Jours...). Dix autres titres, dont Maisons et Travaux, seraient vendus ou arrêtés s'ils ne trouvaient pas d'acquéreur.
Le 2 avril 2014, un repreneur est annoncé : il s'agit du consortium 4B Media (Groupe Rossel et Reworld Media), le titre revenant à Reworld, (voir la chronologie de la cession dans Lagardère Active, section Métiers).

## Concept et ligne éditoriale
Ponctuée par des pages de publicité, la revue fournit des conseils pratiques, des guides d'achat, des idées déco accessibles pour donner vie à tous les projets d'aménagement,.

## Diffusion et audience
En moyenne, le magazine est diffusé à 181 000 exemplaires(- 1,3 % /2010) mais le chiffre des ventes reste confidentiel.

## Informations financières
Maison et Travaux appartient à la société RMP (802743781), une des filiales de Rewiorld Media. En 2018, elle emploie 16 collaborateurs, réalise un chiffre d'affaires de 19 593 300 € et enregistre une perte de 93 700 €

## Répartition des ventes
La commercialisation de la revue s'effectue conformément à :
- 63 % ventes en kiosque ;
- 22 % par abonnements ;
- 15 % par d'autres moyens (par tiers ou différée).